# Seleniuro de plomo
El selenuro de plomo (PbSe) o selenuro de plomo (II) es un material semiconductor. Forma cristales cúbicos de la estructura de NaCl; tiene una banda prohibida directa de 0,27 eV a temperatura ambiente.Es un sólido gris que se utiliza para la fabricación de detectores de infrarrojos para imágenes térmicas. El mineral claustalita es un selenuro de plomo natural.
Puede formarse por reacción directa entre sus elementos constitutivos, plomo y selenio. 
El PbSe fue uno de los primeros materiales que se halló que era sensible a la radiación infrarroja utilizada para aplicaciones militares. Los primeros trabajos de investigación sobre el material como detector de infrarrojos se llevaron a cabo durante la década de 1930 y los primeros dispositivos útiles fueron procesados por alemanes, estadounidenses y británicos durante y justo después de la Segunda Guerra Mundial . Desde entonces, el PbSe se ha utilizado habitualmente como fotodetector de infrarrojos en múltiples aplicaciones, desde espectrómetros para la detección de gases y llamas hasta espoletas de infrarrojos para municiones de artillería o sistemas de señalización de infrarrojos pasivos (PIC).
Como material sensible a la radiación infrarroja, el PbSe posee características únicas y sobresalientes: puede detectar radiación IR de longitudes de onda comprendidas entre 1,5 y 5,2 μm (ventana infrarroja de onda media, abreviada MWIR -en algunas condiciones especiales es posible extender su respuesta más allá de 6 μm), posee una elevada detectividad a temperatura ambiente (rendimiento sin refrigeración) y, debido a su naturaleza cuántica, presenta también una respuesta muy rápida, lo que convierte a este material en un excelente candidato como detector de generadores de imágenes infrarrojas de alta velocidad y bajo coste.